# Beverlywood
Beverlywood est un quartier de Los Angeles, en Californie.

## Présentation
Le quartier se situe dans la partie ouest (Westside) de Los Angeles.

## Démographie
Le Los Angeles Times considère le quartier comme peu diversifié du point de vue ethnique, 80,0 %  de la population étant blanche non hispaniques, 7,3 % asiatique, 6,1 % hispanique, 4,2 % afro-américaine, et 2,4 % appartenant à une autre catégorie ethno-raciale.